# Jastków (gemeente)
De gemeente Jastków is een landgemeente in het Poolse woiwodschap Lublin, in powiat Lubelski.
De zetel van de gemeente is in Jastków.
Op 30 juni 2004 telde de gemeente 11 999 inwoners.

## Oppervlakte gegevens
In 2002 bedroeg de totale oppervlakte van gemeente Jastków 113,76 km², waarvan:
- agrarisch gebied: 86%
- bossen: 5%

De gemeente beslaat 6,77% van de totale oppervlakte van de powiat.

## Demografie
Stand op 30 juni 2004:
| Omschrijving                   | Totaal | Totaal | Vrouwen | Vrouwen | Mannen | Mannen |
| ------------------------------ | ------ | ------ | ------- | ------- | ------ | ------ |
| eenheid                        | aantal | %      | aantal  | %       | aantal | %      |
| inwoners                       | 11 999 | 100    | 6091    | 50,8    | 5908   | 49,2   |
| bevolkingsdichtheid (inw./km²) | 105,5  | 105,5  | 53,5    | 53,5    | 51,9   | 51,9   |

In 2002 bedroeg het gemiddelde inkomen per inwoner 1171,05 zł.

## Administratieve plaatsen (sołectwo)
Barak, Dąbrowica, Dębówka, Jastków, Józefów, Ługów, Marysin, Miłocin, Moszenki, Moszna, Moszna-Kolonia, Natalin, Ożarów, Panieńszczyzna, Płouszowice, Płouszowice-Kolonia, Piotrawin, Sieprawice, Sługocin, Smugi, Sieprawki, Snopków, Tomaszowice, Tomaszowice-Kolonia, Wysokie.

## Aangrenzende gemeenten
Garbów, Konopnica, Lublin, Nałęczów, Niemce, Wojciechów
- Gemeinsame Normdatei: 4801958-6
- Library of Congress Control Number: n2004150565
- Nationale Bibliotheek van Israël: 987007478050705171
- Virtual International Authority File: 151477520